# Französische Verteidigung
|   | a | b | c | d | e | f | g | h |   |
| 8 |   |   |   |   |   |   |   |   | 8 |
| 7 |   |   |   |   |   |   |   |   | 7 |
| 6 |   |   |   |   |   |   |   |   | 6 |
| 5 |   |   |   |   |   |   |   |   | 5 |
| 4 |   |   |   |   |   |   |   |   | 4 |
| 3 |   |   |   |   |   |   |   |   | 3 |
| 2 |   |   |   |   |   |   |   |   | 2 |
| 1 |   |   |   |   |   |   |   |   | 1 |
|   | a | b | c | d | e | f | g | h |   |

Die Grundstellung der Französischen Verteidigung nach 1. … e7–e6
Bei der Französischen Verteidigung handelt es sich um eine Eröffnung des Schachspiels. Die Zugfolge zählt zu den Halboffenen Spielen und ist in den ECO-Codes unter den Schlüsseln C00 bis C19 klassifiziert.
Die Grundstellung der Französischen Verteidigung entsteht nach den Zügen:
1. e2–e4 e7–e6

## Namensgebung
Die Namensgebung der Französischen Verteidigung stammt aus dem Jahre 1834. In der Mitte eines Wettstreits im Fernschach zwischen einer Londoner Mannschaft und einer aus Paris antworteten die Franzosen auf den Eröffnungszug 1. e2–e4, den die Londoner machten, mit dem Zug 1. … e7–e6 und gewannen das Spiel.

## Hauptvarianten
Zu den Hauptvarianten der Französischen Verteidigung zählen nach
2. d2–d4 d7–d5
- Vorstoßvariante: 3. e4–e5
- Abtauschvariante: 3. e4xd5 e6xd5
- Klassisches System: 3. Sb1–c3 Sg8–f6
  - Hauptvariante: 4. Lc1–g5 Lf8–e7 5. e4–e5 Sf6–d7 6. Lg5xe7 Dd8xe7
  - Aljechin-Chatard-Angriff: 4. Lc1–g5 Lf8–e7 5. e4–e5 Sf6–d7 6. h2–h4, eine scharfe Gambit-Variante.
  - MacCutcheon-Variante: 4. Lc1–g5 Lf8–b4: Diese Variante ist nach dem spielstarken Amateur John Lindsay McCutcheon (* 28. Mai 1857; † 17. Juli 1905 in Pittsburgh, Pennsylvania) benannt, der diese Zugfolge erstmals in einer Simultanpartie gegen Wilhelm Steinitz in New York im Jahr 1885 spielte.
  - Steinitz-Variante: 4. e4–e5[1]
- Winawer-Variante: 3. Sb1–c3 Lf8–b4
- Rubinstein-Variante: 3. Sb1–c3 d5xe4 : Diese Variante ist nach Akiba Rubinstein benannt und kann auch nach den Zugfolgen 3. Sb1–d2 d5xe4, bzw. 3. Sb1–c3 Sg8–f6 4. Lc1–g5 dxe4 entstehen. Nach Siegbert Tarraschs Eröffnungstheorie galt früher das Schlagen des e-Bauern in dieser Variante als nachteilig, weil Schwarz dadurch den Halt im Zentrum verliere. So dogmatisch sehen es die modernen Meister nicht mehr. Die Variante ist vielfach von Großmeistern der Weltspitze wie Viswanathan Anand und Evgeny Bareev gespielt worden, die bereit sind, auch in einer etwas passiveren Position um den Ausgleich zu kämpfen. 4. Sxe4 Lc8–d7 nebst Ld7–c6 und Tausch des Lc6 gegen eine weiße Leichtfigur nennt sich Fort Knox-Variante. Schwarz nimmt danach durch c7–c6 die Bauernstruktur der Caro-Kann-Hauptvariante an und eine abwartende Haltung ein.

- Tarrasch-Variante: 3. Sb1–d2

## Seltenere Abspiele
- Hecht-Reefschläger-Variante: 3. Sb1–c3 Sb8–c6 Diese Variante ist nach Hans-Joachim Hecht und Helmut Reefschläger benannt. Vorher wurde sie schon von Pál Benkő versucht. John Watson empfiehlt nach 4. e4–e5 f7–f6 5. Lf1–b5 Lc8–d7 um dann mit dem Manöver Dd8–e7–f7 sowohl die lange Rochade als auch die Öffnung der f-Linie vorzubereiten.
- Franco-Benoni ergibt sich nach 2. d2–d4 c7–c5 3. d4–d5
- Franco-Polnisch: 2. d2–d4 b7–b5? 3. Lf1xb5 Lc8–b7 4. f2–f3 Dd8–h4+ 5. g2–g3 Dh4–h5
- „Kingston Defence“: 2. d2–d4 f7–f5?!
- Lengfellner-System: 2. d2–d4 d7–d6
- Die „Mediterranean Defense“ 2. d2–d4 Sg8–f6?! ist nach 3. e4–e5 Sf6–d5 4. Sg1–f3 eine unbedeutende Variante der Aljechin-Verteidigung
- Königsindischer Angriff: 2. d2–d3 d7–d5 3. Sb1–d2
- Die Tschigorin-Variante 2. Dd1–e2 ähnelt dem Königsindischen Angriff.
- Das Réti-Gambit beabsichtigt nach 2. b2–b3 d7–d5 3. Lc1–b2 auf 3. … d5xe4 mit 4. Sb1–c3 Sg8–f6 5. Dd1–e2 oder 5. g2–g4 fortzusetzen.
- Das Alapin-Diemer-Gambit: 2. d2–d4 d7–d5 3. Lc1–e3?! (benannt nach Simon Alapin und Emil Joseph Diemer)
- und das Diemer-Duhm-Gambit 2. d2–d4 d7–d5 3. c2–c4?! sind Gambitspiele im Geiste des Blackmar-Diemer-Gambit.
- Das Französische Flügelgambit 2. Sg1–f3 d7–d5 3. e4–e5 c7–c5 4. b2–b4 c5xb4 ist mit der Vorstoßvariante verwandt. Nach 5. d2–d4 kann Schwarz ein Knäuel seiner Figuren am Königsflügel durch 5. … Sg8–e7 nebst Se7–c6, Sb8–d7 vermeiden. Nach 5. a2–a3 kann Schwarz durch Dd8–a5 den Abtausch seines Läufers c8 via Ld7–b5 vorbereiten.
- Nach 3. Sb1–c3 war c7–c5?! ein Lieblingszug Marshalls für Schwarz, der wegen 4. e4xd5! e6xd5 5. d4xc5 d5–d4 6. Lf1–b5+! Sb8–c6 7. Lb5xc6+ b7xc6 8. Sc3–e2 Lf8xc5 9. Sg1–f3 Lc5–b4+ 10. Lc1–d2 Lb4xd2+ 11. Dd1xd2 c6–c5 12. 0–0–0 Sg8–f6 13. Dd2–g5 mit Doppelangriff auf c5 und g7 nicht mehr gespielt wird.
- 2. c4, die Steiner-Variante. Aus der Steiner-Variante kann sich das Orthoschnapp-Gambit ergeben (2. c4 d5 3. cxd5 exd5 4. Db3)

## Bedeutung
Bis Mitte des 19. Jahrhunderts galt die Französische Verteidigung (genauso wie die heute am meisten gespielte Eröffnung, die Sizilianische Verteidigung) als minderwertig und war in den Augen vieler Schachspieler nur ein Versuch, dem bereits damals umfangreichen Variantendschungel der Offenen Spiele nach 1. e2–e4 e7–e5 aus dem Weg zu gehen.
Ein Schacheröffnungs-Lehrbuch von Paul Rudolph von Bilguer aus dem Jahr 1843 beschreibt bereits erste Eröffnungszüge innerhalb der Französischen Verteidigung. In den Varianten nach 1. e2–e4 e7–e6 2. d2–d4 d7–d5 waren jedoch nur zwei Fortsetzungsmöglichkeiten des weißen Spielers aufgeführt, 3. e4xd5 oder e4–e5. Derjenige, der später als Erster den Zug 3. Sb1–c3 anwandte, war laut Géza Maróczy der deutsche Meister Louis Paulsen.
Mittlerweile ist die Französische Verteidigung seit längerem nach 1. … c7–c5 (Sizilianische Verteidigung) und 1. … e7–e5 (Offene Spiele) vor der Caro-Kann-Eröffnung die dritthäufigste Antwort auf den meistgespielten Eröffnungszug 1. e2–e4.
Berühmte Schachspieler, welche die Französische Verteidigung mit den schwarzen Steinen spielen oder spielten, sind
Ulf Andersson, Michail Botwinnik, David Bronstein, Viktor Kortschnoi, Tigran Petrosjan, Nigel Short, Jan Timman, Wolfgang Uhlmann, Rafael Vaganian, Robert Hübner, Michail Gurewitsch und Alexei Drejew.